# DeMaster Point
Der DeMaster Point ist eine Landspitze an der Scott-Küste des ostantarktischen Viktorialands. In den Denton Hills ragt sie am Eingang zum Marshall Valley in die Eismassen des Koettlitz-Gletschers.
Das Advisory Committee on Antarctic Names benannte die Landspitze 1995 nach dem US-amerikanischen Biologen Douglas P. DeMaster von der University of Minnesota, der Robben im Gebiet des McMurdo-Sunds (1976–1977), auf den Südlichen Shetlandinseln (1977–1978) und im Palmer-Archipel (1978–1979) studiert hatte.